# Hôtel Courtin de Torsay
L'Hôtel Courtin de Torsay est un hôtel particulier situé 50, rue d'Huisne à La Ferté-Bernard.

## Description
C'est un hôtel particulier de la Renaissance, construit vers 1660.
Doté d'une porte cochère, cet hôtel particulier fait partie de ces demeures édifiées pour des officiers du roi et des médecins sur le modèle des maisons parisiennes.
Il a sans doute été construit pour Denis Gaudin, conseiller du roi et assesseur de la maréchaussée.
L'intérieur est profondément modifié lors de sa restauration en 1877. Donné à la ville à la fin des années 1950, l'hôtel abritait la bibliothèque municipale jusqu'en 2015, année où elle fut déménagée dans la nouvelle médiathèque Jean d'Ormesson de la Ferté-Bernard.
Après avoir abrité quelque temps le bureau du Maire et de ces conseillers, l'Hôtel Courtin de Torsay fait aujourd'hui l'objet de réflexions sur sa réhabilitaion.

## Protection au titre des monuments nationaux[2]
Certains éléments de l'hôtel Courtin de Torsay ont été classés au titre des Monuments historiques par décret du 20 décembre 1993.
Il s'agit de :
- Les façades ;
- Les toitures ;
- L'ensemble des pièces du Rez-de-chaussée (Cad. AO 164).